# Gardner (Dakota del Nord)
Gardner és una població dels Estats Units a l'estat de Dakota del Nord. Segons el cens del 2000 tenia 80 habitants.

## Demografia
Segons el cens del 2000, Gardner tenia 80 habitants, 35 habitatges, i 19 famílies. La densitat de població era de 67,1 hab./km².
Dels 35 habitatges en un 31,4% hi vivien nens de menys de 18 anys, en un 45,7% hi vivien parelles casades, en un 5,7% dones solteres, i en un 45,7% no eren unitats familiars. En el 37,1% dels habitatges hi vivien persones soles el 14,3% de les quals corresponia a persones de 65 anys o més que vivien soles. El nombre mitjà de persones vivint en cada habitatge era de 2,29 i el nombre mitjà de persones que vivien en cada família era de 3,16.
Per edats la població es repartia de la següent manera: un 27,5% tenia menys de 18 anys, un 3,8% entre 18 i 24, un 27,5% entre 25 i 44, un 27,5% de 45 a 60 i un 13,8% 65 anys o més.
L'edat mediana era de 39 anys. Per cada 100 dones de 18 o més anys hi havia 100 homes.
La renda mediana per habitatge era de 31.250 $ i la renda mediana per família de 51.875 $. Els homes tenien una renda mediana de 35.833 $ mentre que les dones 26.250 $. La renda per capita de la població era de 16.278 $. Entorn del 7,7% de les famílies i el 20,3% de la població estaven per davall del llindar de pobresa.

## Poblacions més properes
El següent diagrama mostra les poblacions més properes.